# João Monteiro
João Monteiro (Guarda, 29 augustus 1983) is een Portugese professioneel tafeltennisser. Hij speelt linkshandig met de shakehandgreep. Hij is sinds juli 2013 getrouwd met de Roemeense tafeltennisster Daniela Dodean.
In 2008 (Peking), 2012 (Londen), 2016 (Rio de Janeiro) en 2020 (Tokio) nam hij deel aan de Olympische spelen.

## Belangrijkste resultaten
- Eerste plaats met het mannenteam op de Europese kampioenschappen tafeltennis met Tiago Apolónia en Marcos Freitas in 2014
- Eerste plaats op de Europese kampioenschappen tafeltennis (mannendubbel) met de Oostenrijker Stefan Fegerl in 2015
- Eerste plaats op de Europese kampioenschappen tafeltennis (gemengddubbel) met de zijn Roemeense echtgenote Daniela Dodean in 2016
- Tweede plaats met het mannenteam op de Europese kampioenschappen tafeltennis met Tiago Apolónia en Marcos Freitas in 2017
- Tweede plaats met het mannenteam op de Europese kampioenschappen tafeltennis met Tiago Apolónia en Marcos Freitas in 2019
- Derde plaats op de Europese kampioenschappen tafeltennis (dubbelspel) met landgenoot Tiago Apolónia in 2013
- Derde plaats op de wereldkampioenschappen tafeltennis (dubbelspel) met landgenoot Tiago Apolónia in 2019
- Derde plaats op de Europese kampioenschappen tafeltennis (dubbelspel) met landgenoot Tiago Apolónia in 2020